# Ukonsaari (ö i Södra Savolax, S:t Michel, lat 61,52, long 28,54)
Ukonsaari är en ö i Finland.   Den ligger i kommunen Puumala i den ekonomiska regionen  S:t Michel och landskapet Södra Savolax, i den södra delen av landet, 240 km nordost om huvudstaden Helsingfors.